# Cummins Inc.
Cummins Inc. es una corporación estadounidense que se dedica al diseño, manufactura, distribución, construcción y prestación de servicios para motores diésel y sus temas relacionados, que incluyen los sistemas de combustible, controles, manejo y refrigeración comercial, filtración, control de emisiones y sistemas de generación de electricidad. Su sede principal se encuentra en las proximidades de Columbus, Indiana, en los Estados Unidos. 
La firma Cummins mantiene operaciones en aproximadamente 190 países y sus territorios por medio de una red de corresponsales con más de 600 compañías de su propiedad, en consorcio y una red de distribuidores independientes, y cerca de 6,000 distribuidores autorizados. Cummins reportó un ingreso neto de US$1,750 mil millones, y ventas de US$18,000 mil millones en el año 2011. Cummins es uno de los mayores productores de tecnologías y de investigación en la rama de motores diésel en el mundo.

## Historia

### Inicios
Su fundación tuvo lugar en Columbus, Indiana, en 1919 bajo la razón social Cummins Engine Company, ya que toma su nombre del fundador; el señor Clessie Lyle Cummins, la recientemente creada compañía se convirtió en el posible surtidor de soluciones comerciales dentro de las tecnologías de motorización diésel, inventados veinte años atrás por el doctor Rudolf Diesel.

### Actualidad
La firma es bastante conocida por producir motores diésel y de gas natural para su uso tanto en carretera como estacionarios, y sus mercados incluyen motores de trabajo pesado, estacionarios fijos, estacionarios móviles, de trabajo medio, autobuses, vehículos recreacionales (VR), de trabajo medio en uso automotor y un sinnúmero de motores de uso industrial que se ven en maquinaria agrícola, maquinaria para la construcción, minería marina, extracción de petróleo y gas, así como en equipamiento militar. Para el público en general, el mayor uso que dan a los productos de la firma Cummins puede ser el de la serie de motores de 5.9 litros de seis pistones en línea, el que se usa en la serie de camionetas Dodge Ram desde 1989, en los camiones de la marca china Foton, y en algunos vehículos de la firma GAZ, en sus furgonetas GAZelle, GAZelle-Business y GAZelle Next, y en los camiones y tractocamiones de las marcas Mack, Renault, Tata y Sisu.
Para el año 2007, se lanzó un motor de 6,7 litros basado en una versión reducida del motor Cummins de la serie ISF-6; el muy reconocido ISF-2, que se ofreció como opción en las camionetas Dodge Ram, ahora es estándar en los chasis de las clases 4 y 5 chasis.
En el año 2008, la Cummins fue llamada por la parte defensora en una demanda de clase colectiva en relación con los posibles desperfectos presentados en las camionetas de los modelos 1998-2001 de la firma Dodge RAM, Chrysler y Dodge, de las series 2500 o 3500, originalmente equipadas con el motor "Cummins ISB-5.9" de 5,9 litros diésel, en los que se usó el bloque de patrón 53. El caso sería posteriormente cerrado y sobreseído, pero algunos de los distribuidores autorizados y calificados en reparaciones al motor de la red de Chrysler recibieron hasta USD$500 por concepto de las refacciones, reparaciones y otros hechos al citado bloque, en el que se alegaba que se rompían partes del sistema de refrigeración, creándose por ende fugas del líquido. La Cummins se convierte en el año 2010 en la única compañía en la industria en cumplir los estándares de la Environmental Protection Agency del año para las emisiones de gases NOx, con el lanzamiento en el año 2007 de un motor de características futurísticas, un bloque de 6.7 litros de tipo turbodiésel para la serie de camionetas de trabajo pesado Dodge Ram, disponible en los chasis de los modelos con capacidad de carga de 750 kilogramos (1653 lb) y 1 tonelada.
En abril de 2013, la Cummins; usando tecnología desarrollada por la firma Westport Innovations comienza a suministrar motores alimentados por gas natural a los principales fabricantes de camiones de los Estados Unidos, así como a las compañías propietarias de grandes flotillas de camiones de carga que decidieron convertir una parte de sus vehículos a gas natural, y la adecuación de la red de distribuidores de gas natural en los Estados Unidos ha empezado a expandirse en vista de su prometedor futuro.

## División corporativa

### Productos

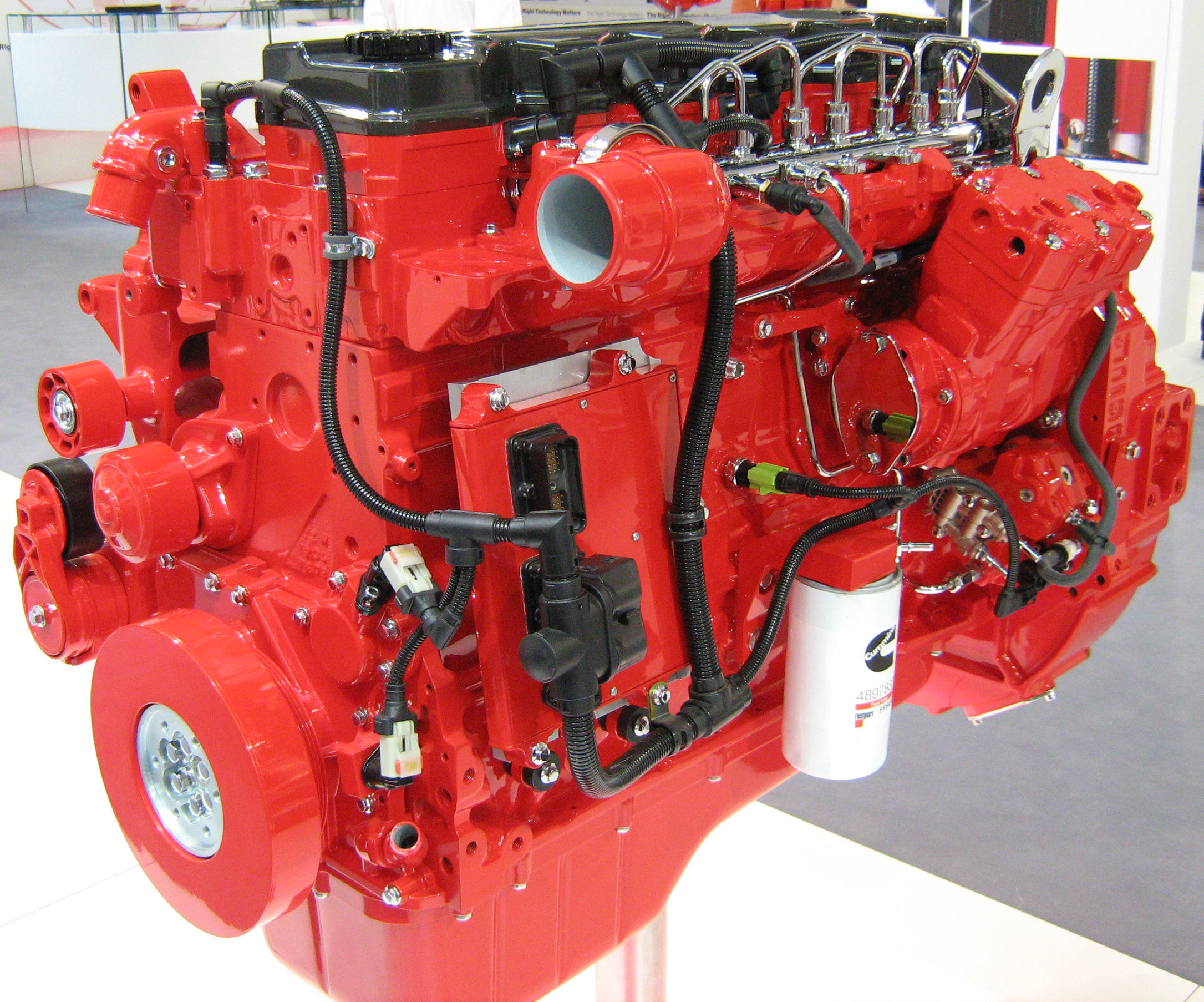

Aquellos motores de mayor caballaje de potencia (de más de 19 litros de cilindraje) son producidos en Seymour, Indiana, Daventry, Inglaterra, y en Pune, India. Los motores de trabajo pesado (de entre 10–19 litros de cilindraje) de las series M y X son producidos en Jamestown, Nueva York. Las series de motores B, C y L son producidos en numerosas plantas que la firma ha construido alrededor del mundo.
| Planta de operaciones                                           | Ubicación                          | Productos |
| --------------------------------------------------------------- | ---------------------------------- | --- |
| Komatsu Cummins                                                 | Antofagasta, Chile                 | Motores diésel |
| BMC Sanayi ve Ticaret A.S.                                      | Izmir, Turquía                     | B3.9/5.9 C8.3 |
| Charleston Turbo Plant                                          | Ladson, Carolina del Sur           | Turbocargadores de los modelos MR y HD                                                                                   |
| Guangxi Cummins Industrial Power Co., Ltd., LiuGong             | Liuzhou, China                     | Sistemas de regulación de emisiones de niveles 2 y 3 para todos los motores                                              |
| Columbus Engine Plant                                           | Columbus, Indiana                  | Pistones, bloques y bancajes para los motores ISX; Motores diésel de bajo desempeño                                      |
| Columbus MidRange Engine Plant                                  | Columbus, Indiana                  | ISB |
| Rocky Mount Engine Plant (formerly Consolidated Diesel Company) | Rocky Mount, Carolina del Norte    | B3.9/4.5/5.9 C8.3 ISB ISC QSB ISL QSC QSL                                                                                |
| Cummins Filtración, S. De R.L. De C.V.                          | San Luis Potosí, México            | Filtros |
| Cummins Generator Technologies Mexico, S. de R.L. de C.V.       | San Luis Potosí, México            | Paquetes para generadores                                                                                                |
| Cummins, S. De R.L. de C.V.                                     | San Luis Potosí, México            | Motores |
| Cummins Juarez Fuel Systems                                     | Ciudad Juárez, México              | Bombas y sistemas de inyección                                                                                           |
| Cummins Beijing Co. Ltd.                                        | Pekín, China                       | Paquetes para generadores                                                                                                |
| Cummins Brasil Ltda.                                            | São Paulo, Brasil                  | Paquetes para generadores B3.9/5.9 C8.3 NT/N14 ISB ISC QSB QSC ISM                                                       |
| Cummins Generator Technologies.                                 | Stamford, Inglaterra               | Generadores de electricidad de 4 y 6 polos de bajo voltaje de tipo AC entre 7.5 kVA a 2,750 kVA.                         |
| Cummins India Ltd.                                              | Pune, India                        | Paquetes para generadores N14/NT K19 V28 K38/50 QSK60                                                                    |
| Cummins India Ltd.                                              | Daman, India                       | Paquetes para generadores y motores para gas natural                                                                     |
| Cummins Industrial Center                                       | Seymour, Indiana                   | K19 V903 QSK19, (Futuro) QSK71 QSK95 QSK120                                                                              |
| Cummins Komatsu Engine Co.                                      | Seymour, Indiana                   | QST30 |
| Cummins Marine Charleston                                       | North Charleston, Carolina del Sur | Motores para la propulsión naval del K19 al QSK 60, motores auxiliares de uso marino del B3.9 al QSK 60                  |
| Cummins MerCruiser Diesel                                       | North Charleston, Carolina del Sur | Motores fuera de borda de las series B3.9/5.9 C8.3 QSB5.9 QSC8.3 QSL9 QSM11                                              |
| Cummins Natural Gas Engines, Inc.                               | Clovis, Nuevo México               | G/GTA5.9, 8.3 y 855 GTA14, 19, 28, 38, y 50                                                                              |
| Cummins Power Generation                                        | Fridley, Minnesota                 | Paquetes para generadores y sistemas de control electrónico                                                              |
| Cummins Power Generation                                        | Singapur                           | Paquetes para generadores y sistemas de control electrónico                                                              |
| Cummins Power Generation                                        | Ramsgate, Reino Unido              | Paquetes para generadores y sistemas de control electrónico                                                              |
| Cummins Scania Fuel Systems                                     | Columbus, Indiana                  | Sistemas de combustible HPI                                                                                              |
| Cummins Scania Fuel Systems                                     | Columbus, Indiana                  | Sistemas de combustible XPI                                                                                              |
| Cummins Westport Inc.                                           | Vancouver, Canadá                  | Motores de gas natural                                                                                                   |
| Darlington Engine Plant                                         | Darlington, Reino Unido            | B3.9/5.9 B4.5/6/7 C8.3 ISB ISC ISL QSB QSC                                                                               |
| Daventry Engine Plant                                           | Daventry, Reino Unido              | Motores para locomotoras y paquetes de motorización para locomotoras de las series K38/50 QSK45/60 QSK78 WSVs81/91 QSK19 |
| Dongfeng Cummins Engine Co. Ltd.                                | Xiangfan, China                    | B3.9/5.9 C8.3 |
| Jamestown Engine Plant                                          | Jamestown, Nueva York              | ISM 11.0 ISX 15.0 11.9                                                                                                   |
| Komatsu Cummins Engine Company Ltd.                             | Oyama, Japón                       | B3.3 B3.9/5.9 C8.3 |
| Tata Cummins Limited                                            | Jamshedpur, India                  | ISBe ISLe B3.9/5.9 |
| Xi’an Cummins Engine Company                                    | Shaanxi, China                     | ISM |
| Cummins Emission Solutions                                      | Stoughton, Wisconsin               | Sistemas de tratamiento de gases de combustión                                                                           |
| Cummins Kama Joint Venture                                      | Naberzhnye Chelny, Rusia           | Motores diésel |

## Vehículos que son motorizados por Cummins
- AGRALE
- Autosan buses
- Alexander Dennis
- LiuGong
- AMW Trucks
- BelAZ
- C&C Trucks
- CAMC Trucks
- Case IH
- Daewoo Bus
- DAF trucks
- Dennings Phoenix
- Dodge Ram
- ENCAVA
- Ford F-100 duty
- Ford F-650
- Ford Cargo Sudamérica
- Foton Truck
- Freightliner
- GAZelle
- Hyundai Construction
- IVECO ACCO
- JAC Truck
- KamAZ
- Kenworth
- King Long buses
- Mack Trucks Australia
- Mitsubishi Fuso
- Motor Coach Industries motorcoaches
- Navistar International principal cliente distribuidor CACESA
- New Flyer buses
- Nissan Frontier Diesel Runner Truck
- Orion buses
- PAZ
- Peterbilt
- SANY Heavy industry co.
- Shacman
- SNVI Argelia.
- Solaris Bus & Coach
- SportChassis
- TATA Buses & Trucks
- TATA Daewoo Trucks
- TEMSA buses
- Terex
- UD Trucks
- Van Hool motorcoaches
- Vityaz (Витязь)
- VDL Ambassador/Citea
- Volvo Trucks North America
- Volkswagen Constellation
- Western Star Trucks
- Yaxing
- Yutong
- Pauny

## Empresas similares
- Caterpillar Inc.
- Deere & Company
- Detroit Diesel
- Paccar Inc
- Deutz AG
- Perkins Engines
- Generac Power Systems
- Kohler Company
- Liebherr Group
- Navistar
- DMAX (engines) (maker of Duramax V8 engines & Isuzu 6H Engines)
- IVECO—Fiat Powertrain Technologies
- Kirloskar Oil
- Engines Limited
- APR Energy formerly Alstom Power Rentals
- VM Motori
- Weichai
- Daimler AG